# Pobiedno
Pobiedno est une localité polonaise de la gmina de Bukowsko, située dans le powiat de Sanok en voïvodie des Basses-Carpates.